# Donkere driestreepdansvlieg
De donkere driestreepdansvlieg (Empis punctata) is een vliegensoort uit de familie van de dansvliegen (Empididae). De wetenschappelijke naam van de soort is voor het eerst geldig gepubliceerd in 1804 door Meigen.